# Tithraustes pyrifera
Tithraustes pyrifera är en fjärilsart som beskrevs av Paul Dognin 1911. Tithraustes pyrifera ingår i släktet Tithraustes och familjen tandspinnare. Inga underarter finns listade i Catalogue of Life.